# David Schickele
David Schickele (20. března 1937 Ames – 31. října 1999 San Francisco) byl americký hudebník, filmový režisér a herec, mladší bratr skladatele Petera Schickela.

## Život
Narodil se ve městě Ames v Iowě a vyrůstal v Severní Dakotě. Od devíti let hrál na housle a později na violu. V té době působil se svým bratrem a dvěma dalšími hudebníky v kapele Jerky Jems and His Balmy Brothers. Brzy začal hrát v orchestru Fargo-Moorhead Symphony Orchestra, který už ve svých patnácti letech dirigoval. Později studoval anglickou literaturu na Swarthmore College v Pensylvánii. Poté byl houslistou na volné noze v New Yorku, vystupoval například v Radio City Music Hall. V roce 1961 vstoupil do Mírových sborů a ještě téhož roku začal vyučovat angličtinu na Nigerijské univerzitě ve městě Nsukka. Zde se seznámil s Robem Nilssonem, dalším Američanem, který vyučoval v Okeagbe.
Po návratu do USA natočil o Mírových sborech film Give Me a Riddle (1966). Jeho další film, Bushman (1971), byl nominován na hlavní cenu na Chicagském mezinárodním filmovém festivalu. V roce 1978 se podílel na hudbě k Nilssonovu filmu Northern Lights a v následující dekádě hrál ve dvou jeho filmech. Také hrál menší role v sedmi filmech Bobbyho Rotha (v některých z nich hrál i Nilsson). V roce 1992 uvedl svůj třetí a poslední film Tuscarora. V roce 1979 mu bylo uděleno Guggenheimovo stipendium. Zemřel v San Franciscu ve věku 62 let na rakovinu. Nilsson mu věnoval svůj film Singing (2000). Jeho syn Graham Spencer „Nighttrain“ Schickele hrál v několika Nilssonových filmech.

## Filmografie
- Give Me a Riddle (1966) – režisér, scenárista, producent
- Funnyman (1967) – střihač
- Bushman (1971) – režisér, scenárista
- Over-Under Sideways-Down (1977) – střihač
- Signal Seven (1986) – herec
- Heat and Sunlight (1987) – herec
- Dead Solid Perfect (1988) – herec
- Keeper of the City (1991) – herec
- Tuscarora (1992) – režisér, scenárista, producent
- Judgment Day: The John List Story (1993) – herec
- The Switch (1993) – herec
- Ride with the Wind (1994) – herec
- Naomi & Wynonna: Love Can Build a Bridge (1995) – herec
- In the Line of Duty: Kidnapped (1995) – herec
- Chalk (1996) – střihač